# Gregorio Funes
Gregorio Funes, conegut com el Degà Funes (Córdoba, Virregnat del Perú, 25 de maig de 1749 - Buenos Aires, Províncies Unides del Riu de la Plata, 10 de gener de 1829) va ser un eclesiàstic i polític argentí, rector de la Universitat Nacional de Córdoba, periodista i escriptor. Va ser partidari de la Revolució de Maig, i va arribar a ser membre i director polític de la Junta Grande.

## Carrera eclesiàstica
Gregorio Funes va néixer en una família acabalada de la ciutat de Córdoba, i va estudiar al Colegio Nacional de Montserrat de la seva ciutat natal. Va ser ordenat sacerdot el 1773 i va ser director del seminari del seu bisbat.
El mateix any de la seva ordenació es va produir un conflicte entre el cabildo de la Catedral i el rector de la Universitat Nacional de Córdoba (recolzat pel bisbe), causat pel repartiment dels béns que havien deixat els jesuïtes en ser expulsats. Com Funes acabdillava al grup opositor del bisbe, aquest el va nomenar capellà de la parròquia de la Punilla, Pago, que en aquesta època era la zona rural més important de tota la província, amb la intenció d'evitar la participació de Funes en el conflicte.
Sense permís del seu bisbe es va traslladar a Espanya, on es va doctorar en dret canònic a la Universitat d'Alcalá de Henares el 1779. Durant la seva estada a Espanya va prendre contacte amb les idees de la Il·lustració, que llavors eren la norma rectora de les reformes que volia dur a terme el rei Carles III d'Espanya.
Va tornar a Córdoba acompanyant al nou bisbe de Córdoba José Antonio de San Alberto, i va ser nomenat canonge de la Catedral. El 1793 va ser nomenat provisor del bisbat, i el 1804 va ser ascendit a Degà de la Catedral; el mateix any va morir el Bisbe i va ocupar la governació del bisbat fins a l'arribada del seu successor, Rodrigo de Orellana.
Des de 1807 va ser rector de la Universitat i del Colegio Nacional de Montserrat. Va redactar un pla de reforma de la Universitat, que incloïa matèries noves, com les matemàtiques, la física experimental, l'idioma francès, la música i la trigonometria. Era partidari de l'ensenyament gratuït i va donar deu mil pesos per fundar una càtedra de geometria, aritmètica i àlgebra.
Però en filosofia es va negar a estudiar les escoles noves, com les de René Descartes, John Locke i Leibniz, ja que considerava que l'escolàstica era prou segura i provada. Va tenir seriosos problemes per les seves idees democràtiques amb les autoritats locals, principalment amb el governador Rafael de Sobremonte.

## La Revolució de Maig
El 1809, de viatge per Buenos Aires, es va assabentar per mitjà de Manuel Belgrano i Juan José Castelli dels plans dels grups revolucionaris. Es va adherir al carlotisme, moviment orientat a la independència per mitjà de la coronació de la germana del rei captiu, Ferran VII.
Va ser el primer cordovès a assabentar-se de l'esclat de la Revolució de Maig — abans fins i tot que el governador Juan Gutiérrez de la Concha — i es va adherir immediatament al partit revolucionari. Un grup de notables el va convidar a participar en una reunió, on es va tractar el rebuig del reconeixement a l'autoritat de la Junta. Funes va ser l'únic que es va oposar als plans dels enemics de la Revolució. Va denunciar a la Primera Junta que el governador Concha, recolzat per l'exvirrei Santiago de Liniers, havien jurat al Consell de Regència, desconeixent la seva autoritat.
Quan l'expedició de l'Exèrcit del Nord va fer fugir al governador Concha i els seus aliats, Funes va aconseguir reunir el Cabildo i fer que reconegués l'autoritat de la Primera Junta. Capturats els contrarevolucionaris, va convèncer el general Francisco Ortiz de Ocampo de no afusellar-los. Ocampo els va enviar a Buenos Aires, però van ser executats pel camí per Castelli i Balcarce.
Poc després va ser triat diputat per la seva ciutat a la Junta Grande. Va ser el dirigent del grup de diputats de l'interior que va pressionar per ser incorporats a la Junta immediatament, la qual cosa es va aconseguir al desembre de 1810.
Va donar suport a la política del president de la mateixa, Cornelio Saavedra, en la seva política contrària al grup dirigit per Mariano Moreno. Un cop incorporat a la Junta, fou objecte de nombroses consultes de la major importància i fou el redactor de la major part de les proclames, cartes i manifestos.
Després de la revolució d'abril de 1811, va dirigir la Gazeta de Buenos Aires, el diari oficial del govern. Fou, a més, un decidit defensor de la llibertat d'impremta. Recolzà la teoria de que el patronat havia de revertir a la Junta, i el considerava una de les més importants fonts d'autoritat que la Revolució podia administrar. Volia aconseguir la Independència formal i real, com més aviat millor. Fou també autor de la redacció de l'exhortació al poble a la resistència després de la derrota a la batalla d'Huaqui.
Després de la derrota d'Huaqui, Saavedra va ser autoritzat per la Junta per anar al Nord a reorganitzar l'Exèrcit del Nord i frenar la possible invasió espanyola, deixant al govern sense la seva principal autoritat. L'esperit revolucionari de Funes va sofrir una crisi i va ser un dels signants de l'armistici amb el govern reialista de Montevideo, en el qual se'ls reconeixia als reialistes el domini de tota la Banda Oriental. Fins i tot va aconsellar al seu germà Ambrosio Funes i als seus amics a Córdoba ser moderats en les seves expressions d'adhesió a la Revolució.

## La caiguda de la Junta Grande
La iniciativa a la capital va passar al cabildo de la ciutat, que va decidir desplaçar a l'absent Saavedra. Va pressionar a la Junta i la va convèncer de concentrar el poder en un Triumvirat, escollit pel cabildo i format per tres portenys, que va assumir el 8 de setembre de 1811. La Junta es va transformar en Junta Conservadora, amb la missió de controlar a l'Executiu i exercir el poder legislatiu.
La Junta, dirigida per Funes, va sancionar un Reglament Orgànic per regular el govern, el primer reglament constitucional argentí. Aquest proclamava la divisió de poders, però el Triumvirat, dirigit pel secretari Bernardino Rivadavia, es va negar a reconèixer a la Junta com a res més que una dependència del govern.
A finalitats d'aquest any, l'anomenat «Motín de las Trenzas», una rebel·lió dels soldats del Regiment de Patricis, va acabar en una matança dels mateixos. Funes va ser acusat de provocar el motí i va ser arrestat, mentre la Junta era dissolta i els seus membres expulsats de la capital. El Triumvirat va assumir la totalitat del govern i va excloure del mateix a les províncies interiors.

## El Congrés de Tucumán a Buenos Aires
Funes va ser posat en llibertat i va tornar a Córdoba a principis de 1812. Es va dedicar a escriure el seu Assaig de Història Civil del Paraguai, Buenos Aires i Tucumán, una de les primeres històries escrites a l'Argentina. Per estar dedicat de ple a la seva escriptura, va renunciar a representar a la seva província al Congrés de Tucumán.
Quan el Congrés es va traslladar a Buenos Aires, els diputats José Antonio Cabrera, Eduardo Pérez Bulnes i Miguel Calixto del Corro es van negar a acompanyar-lo, pel que el govern cordobès va triar dues altres persones per a reemplaçar-los. Un d'ells era Funes, que s'hi va incorporar a finals de 1817 i entre altres tasques es va encarregar de redactar el diari oficial del Congrés, El Redactor.
Era un monàrquic convençut i va propugnar una constitució monàrquica. Va intervenir també en l'elaboració de la Constitució unitària de 1819. El preàmbul és obra exclusivament seva, i va ser també ell l'autor de la proclama a les províncies, anunciant la nova constitució.
Després de la batalla de Cepeda va ser enviat a negociar la pau amb els cabdills Francisco Ramírez i Estanislao López, i va ser un dels gestors del Tractat del Pilar.

## L'època de Rivadavia

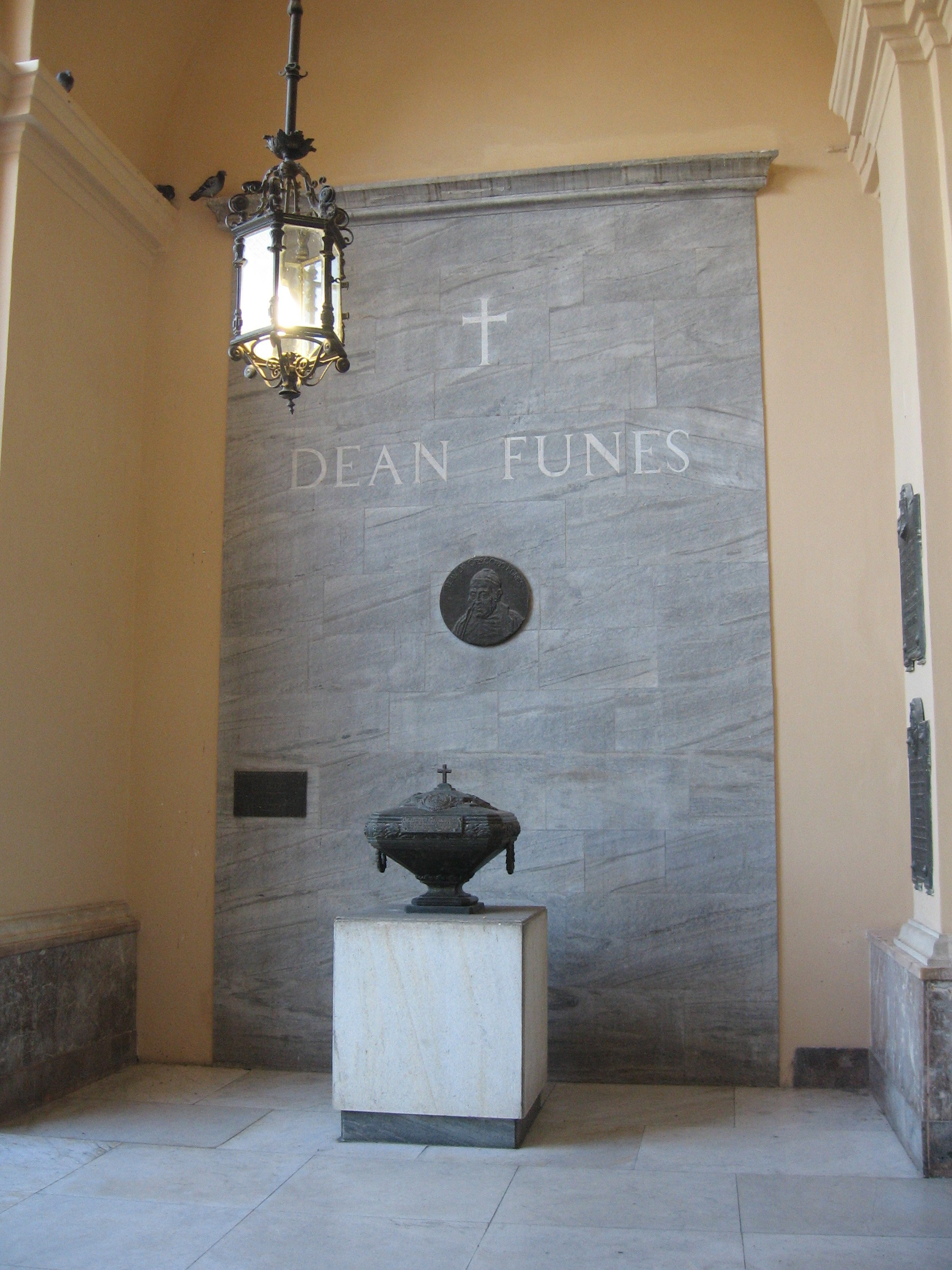
Tomba del Degà Funes a la catedral de Córdoba.

Més tard, fou agent de negocis del govern de Colòmbia (que incloïa la Nova Granada, Veneçuela i l'Equador) davant el govern de la província de Buenos Aires. Va representar al Libertador veneçolà Simón Bolívar a Buenos Aires i va voler que els portenys es sumessin al Congrés Continental que aquest pensava convocar a Panamà.
Va ser diputat per Córdoba al Congrés General de 1824, al que es va incorporar el 1826. Però la seva participació no va ser destacada.
Va morir a Buenos Aires al gener de 1829. Fou enterrat al Cementeri de La Recoleta, pero les seves restes van ser després traslladades a la Catedral de Córdoba.
Segons explica José A. Wilde, testimoni presencial dels fets, la tarda del 1r de gener de 1829, mentre el degà visitava la casa de Santiago Spencer Wilde, que ocupava l'illa compresa pels carrers Templé (avui carrer Viamonte), Córdoba (avui avinguda Córdoba), carrer Uruguai i carrer Paranà i després d'un breu passeig pel parc, conversant amb el seu amfitrió enfront del prosceni del petit teatre de l'antic Parc Argentí o Vauxhall que funcionés en el lloc, el degà va caure sobtadament mort.